# Dasineura squamosa
Dasineura squamosa är en tvåvingeart som först beskrevs av Tavares 1919.  Dasineura squamosa ingår i släktet Dasineura och familjen gallmyggor. Inga underarter finns listade i Catalogue of Life.